# منتخب فلسطين لكرة اليد
منتخب فلسطين لكرة اليد هو فريق وطني لكرة اليد في دولة فلسطين.

## سجل المنافسات

### بطولة آسيا لكرة اليد للرجال
- بطولة آسيا لكرة اليد للرجال 1977 – المركز السابع
- بطولة آسيا لكرة اليد للرجال 1979 – المركز الرابع
- 1987 [الإنجليزية] – المركز العاشر

## وصلات خارجية
- صفحة دولة فلسطين في الاتحاد العالمي لكرة اليد